# فاطمه دقاق
فاطمه دقاق نیشابوری (نام کامل:ام البنین فاطمه بنت ابوعلی دقاق نیشابوری) بانوی محدث مسلمان ایرانی، قرآن‌شناس و صوفی، حافظ قرآن در سده چهارم هجری قمری بود. وی در علم حدیث شاگرد برجسته ابوعبدالله حاکم بوده‌است.